# Norbert Rücker
Norbert Rücker (* 27. Mai 1936 in Hirschberg im Riesengebirge; † 21. Juni 2016 in Fulda) war ein deutscher Jurist und Kommunalpolitiker der CDU.

## Leben
Geboren wurde Norbert Rücker in Hirschberg in der damaligen Provinz Niederschlesien. Nach dem Zweiten Weltkrieg gehörte er mit seiner Familie zu den Heimatvertriebenen. Die Schule und anschließend die Universität besuchte er in Frankfurt und München. An der Johann Wolfgang Goethe-Universität in Frankfurt am Main promovierte er 1965 zum Doktor der Rechte.
Von 1971 bis 1991 war er Justiziar der Stadtverwaltung in Fulda. In diese Zeit fällt der Umbau der Verwaltung nach der Gebietsreform in Hessen. Nach der Wiedervereinigung wechselte er 1991 als hauptamtlicher Beigeordneter für die Bereiche Recht und Umwelt in den Magistrat der Stadt Weimar. 1995 schied er aus diesem wieder aus und war danach freiberuflich als Rechtsanwalt tätig.
Ehrenamtlich war Rücker von 1974 bis 1991 Kreisbeigeordneter im Landkreis Fulda. Von 2001 bis 2006 gehörte er dem dortigen Kreistag an. Er war Mitglied der CDU-Fraktion. Von der Partei wurde er 2016 für 55-jährige Mitgliedschaft geehrt.
Norbert Rücker war Vorsitzender des Präventionsrates der Stadt Fulda und über 15 Jahre Justiziar des DRK-Kreisverbandes Fulda.
2014 wurde er mit der Städtischen Ehrenmedaille in Gold der Stadt Fulda ausgezeichnet.
Noch wenige Wochen vor seinem Tod engagierte er sich für jugendliche Flüchtlinge und Migranten.
Er verstarb wenige Tage nach seinem 80. Geburtstag nach kurzer schwerer Krankheit. Norbert Rücker hinterlässt seine Ehefrau und zwei erwachsene Kinder und drei Enkel.

## Werke
- Die Rechtsnatur der Mainzer Akzeptation, Frankfurt, 1965 (Dissertation)[3]
- Ordnungsbehördengesetz Thüringen – Kommentar, Kommunal- und Schul-Verlag, 1995 bis 2014, ISBN 978-3-86115-506-5
- mit Jürgen Dieter, Axel W.-O. Schmidt, Klaus Vetzberger, Gerhard Oehler: Kommunalverfassungsrecht Thüringen, Kommunal- und Schul-Verlag, ISBN 978-3-86115-298-9
- Handbuch für den Kommunalpolitiker in Hessen – in Fragen und Antworten, Kommunal- und Schul-Verlag, 2016, ISBN 978-3-8293-1203-5